# Abain
Abain est un prénom masculin basque.